# Juanitaite
La juanitaite è un minerale.

## Etimologia
Il nome è in onore della mineralogista amatoriale californiana Juanita Curtis (1917-2006), che ha manifestato per prima il sospetto che questi cristalli potessero identificare una specie mineralogica nuova.